# Vincenzo Cerulli
Vincenzo Cerulli   (Teramo, 20 d'abril de 1859 - Merate, 30 de maig de 1927) va ser un astrònom i matemàtic italià, propietari d'un observatori privat en Teramo, la ciutat on va néixer, i des d'on va descobrir el 2 d'octubre de 1910 l'asteroide (704) Interàmnia. El Minor Planet Center acredita el seu descobriment com V. Cerulli.
Va completar els seus estudis al Liceu Ginnasio de Teramo. Posteriorment es va matricular a la Universitat de Roma La Sapienza, graduant-se en física l'any 1881. Després va viatjar a Alemanya per un període per especialitzar-se.
Va ser un dels compiladors d'un catàleg d'estels junt Elia Millosevich. Va ser autor de nombroses observacions fetes al planeta Mart, així com un dels primers seguidors de la teoria que els famosos canals de Mart, observats per Giovanni Schiaparelli, no eren reals sinó meres il·lusions òptiques. El 2 d'octubre de 1910 va descobrir a l'enorme asteroide (704) Interàmnia de 350 km de diàmetre.
Va morir el 30 de maig de 1927 a la petita localitat de Merate (Llombardia). Anys més tard, el 1973, la Unió Astronòmica Internacional va acordar posar el seu cognom a un cràter del planeta Mart, anomenat Cerulli.